# Végh Ferenc (színművész)
Végh Ferenc (Debrecen, 1948. szeptember 22. – 2019. április 2.) magyar színművész.

## Életpályája
1974-1976 között a békéscsabai Jókai Színház, 1976-1988 között az Állami Déryné Színház tagja volt. 1988-1991 között a győri Kisfaludy Színház színésze volt. 1991 óta szabadfoglalkozású volt. Szinkronizálással is foglalkozott. 2019. április 2-án váratlanul elhunyt.
1998 és 2006 között a Top Shop magyar hangja volt a reklámokban Varga Rókus elődjeként.  

## Főbb színházi szerepei
- Tulipán királyfi (Páskándi Géza: A királylány bajusza)
- Hérault-Séchelles (Georg Büchner: Danton halála)
- Locó, Káló bandavezér (Csemer Géza–Szakcsi Lakatos Béla: Piros karaván)
- Dolmányos varjú (Fésűs Éva: A csodálatos nyúlcipő)
- Orkán (Zelk Zoltán: Az ezernevű lány)
- János (Benedek András: Csudakarikás)
- Kakas Bajusz Zsiga (Ábrahám Pál: Viktória)
- Simpson (Jacobi Viktor: Leányvásár)
- Lemezlovas (Tímár György: Pártfogoltak)
- Hilár (Márai Sándor: A kassai polgárok)